# أبروتسي و موليزي

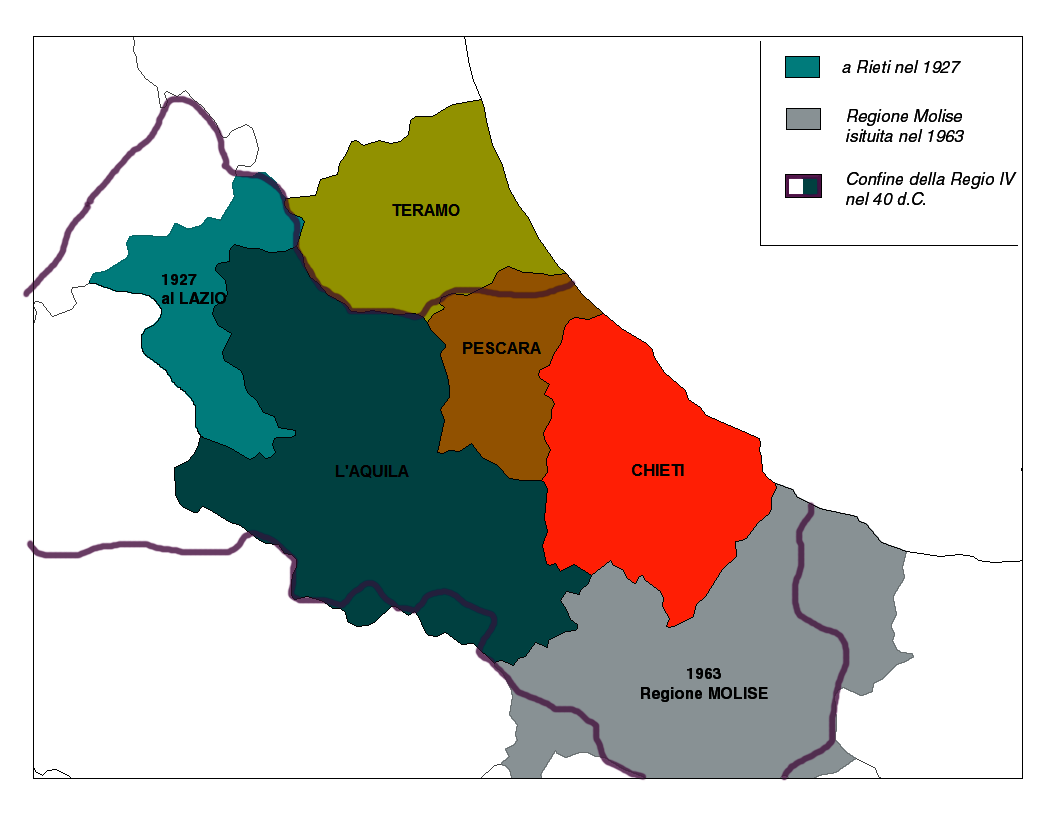
التغييرات التاريخية للحدود الإدارية

أبروتسي وموليزي منطقة تاريخية إيطالية في وسط إيطاليا. كانت تشكل في السابق إحدى أقاليم إيطاليا التسعة عشر. وبانقسامها في عام 1963 إلى إقليمي أبروتسو وموليزي، فصار عدد الأقاليم عشرين.